# JSON-LD
JSON-LD (JavaScript Object Notation for Linked Data) — це метод кодування зв’язаних даних за допомогою JSON. Однією з цілей JSON-LD було вимагати від розробників якомога менше зусиль для перетворення наявного JSON у JSON-LD. JSON-LD дозволяє серіалізувати дані способом, подібним до традиційного JSON. Спочатку він був розроблений Групою спільноти JSON для зв'язування даних, а потім був переданий Робочій групі RDF для перегляду, вдосконалення та стандартизації, і в даний час підтримується Робочою групою JSON-LD. JSON-LD — це рекомендація консорціуму World Wide Web.

## Дизайн
JSON-LD розроблено навколо концепції «контексту», щоб забезпечити додаткові відображення від JSON до моделі RDF. Контекст пов'язує властивості об'єкта в документі JSON з поняттями в онтології. Щоб зіставити синтаксис JSON-LD з RDF, JSON-LD дозволяє прив'язувати значення до певного типу або позначати тегами мовою. Контекст можна вставити безпосередньо в документ JSON-LD або помістити в окремий файл і посилатися на нього з різних документів (з традиційних документів JSON через заголовок посилання HTTP).

## Приклад
```
{

  
"@context"
:
 
{

    
"name"
:
 
"http://xmlns.com/foaf/0.1/name"
,

    
"homepage"
:
 
{

      
"@id"
:
 
"http://xmlns.com/foaf/0.1/workplaceHomepage"
,

      
"@type"
:
 
"@id"

    
},

    
"Person"
:
 
"http://xmlns.com/foaf/0.1/Person"

  
},

  
"@id"
:
 
"https://me.example.com"
,

  
"@type"
:
 
"Person"
,

  
"name"
:
 
"John Smith"
,

  
"homepage"
:
 
"https://www.example.com/"

}

```

Наведений вище приклад описує людину на основі словникового запасу FOAF. По-перше, два властивості JSON, name і homepage, і тип Person зіставляються з поняттями у словнику FOAF, а значення властивості homepage вказується як тип @id, тобто вказується як IRI в контексті визначення. На основі моделі RDF це дає змогу IRI однозначно ідентифікувати особу, описану в документі. Використання роздільних IRI дозволяє включати документи RDF, що містять більше інформації, що дозволяє клієнтам відкривати нові дані, просто перейшовши за цими посиланнями; цей принцип відомий як «Сліди за своїм носом».
Маючи всі дані, семантично анотовані, як у прикладі, процесор RDF може визначити, що документ містить інформацію про особу (@type), і якщо обробник розуміє словниковий запас FOAF, він може визначити, які властивості визначають ім'я та домашню сторінку особи.

## Використання
Кодування використовується Schema.org, Google Knowledge Graph і використовується переважно для пошукової оптимізації. Воно також використовувався для таких застосувань, як біомедична інформатика і представляє інформацію про походження. Воно також є основою Activity Streams, формату для «обміну інформацією про потенційні та завершені дії», і використовується в ActivityPub, федеративному протоколі соціальних мереж. Крім того, воно використовується в контексті Інтернету речей (IoT), де опис речі, який є документом JSON-LD, описує мережеві інтерфейси пристроїв IoT.